# اتحاد ألمانيا الشرقية لكرة القدم
اتحاد ألمانيا الشرقية لكرة القدم (بالألمانية: Deutscher Fußball-Verband der DDR) هي الهيئة المسؤولة عن منافسات كرة القدم في ألمانيا الشرقية سابقاً، ومسؤولة عن منتخب ألمانيا الشرقية لكرة القدم، حيث تأسس الاتحاد في سنة 1950.
انحل في 20 نوفمبر 1990، وتأسس بدلاً عنه اتحاد شمال شرق ألمانيا لكرة القدم (بالألمانية: Nordostdeutscher Fussballverband) والتي أعلنت اندماجها في نفس اليوم مع اتحاد ألمانيا الغربية لكرة القدم، بعدما توحدت كل من ألمانيا الشرقية وألمانيا الغربية تحت اسم جمهورية ألمانيا الاتحادية في 3 أكتوبر من عام 1990.